# Epicauta reini
Epicauta reini là một loài bọ cánh cứng trong họ Meloidae. Loài này được Kiesenwetter miêu tả khoa học năm 1879.